# Kronenplatz (Karlsruhe)
Der Kronenplatz ist ein Platz in der Karlsruher Innenstadt-Ost. Er entstand im Zuge der Flächensanierung des Dörfles und erhielt seinen Namen im Jahr 1974. Der Platz wird begrenzt durch die Kronenstraße, die Kaiserstraße sowie die Fritz-Erler-Straße. Der Platz besteht aus zwei Teilen unterschiedlicher Höhenniveaus, auf dem Platz befinden sich ein Brunnen sowie ein Wasserspiel. Am nördlichen Rand des Platzes findet täglich ein Markt mit wechselndem Angebot statt, im südlichen Teil befindet sich eine überdachte Boulebahn.
Im März 2014 bezeichnete der Karlsruher Gemeinderat den Platz als Sorgenkind, da dieser unscheinbar sei und wenig genutzt werde. Außerdem wird oftmals bemängelt, dass auf dem Platz Grünflächen fehlen.
An dem Platz liegt eine gleichnamige Straßenbahnhaltestelle. Im Zuge des Verkehrsprojekts Kombilösung entstand eine unterirdische Haltestelle.

## Namensgebung
Die Namensgebung für den Kronenplatz geht auf die angrenzende Kronenstraße zurück, welche nach dem heute nicht mehr bestehenden Gasthaus Zur Goldenen Krone benannt wurde.

## Geschichte
Vor der Flächensanierung des Dörfles war die heutige Fläche des Platzes bebaut. Im Zuge der Sanierung der 1960er-Jahre wurden die bestehenden Gebäude großflächig abgerissen. Als einziges Gebäude aus der Zeit vor der Sanierung findet sich noch das um 1890 erbaute Hohenzollernhaus, welches unter Denkmalschutz steht.
Durch den Bau einer Fußgänger- und Radfahrerbrücke wurde die Teilung des Dörfles durch die 1968 fertiggestellte, in Nord-Süd-Richtung verlaufende Fritz-Erler-Straße überwunden. In der Brückenmitte wurde ein Bauwerk errichtet, das sogenannte Brückenrestaurant. Um den Höhenunterschied zur Brücke abzumildern, wurde die von Osten und Westen auf die Brücke zuführende Zähringerstraße als Rampe umgebaut und der Platz selbst teilweise etwa einen Meter über das umliegende Gelände angehoben. Somit bestand der Kronenplatz aus zwei durch eine Höhendifferenz getrennte Platzteile.
Entlang der Rampe entstand 1980 das Jugend- und Begegnungszentrum Jubez. Bei der Gestaltung wurde darauf Wert gelegt, die bestehende Wirkung des Hohenzollernhauses zu berücksichtigen und aufzugreifen. Ungefähr zur gleichen Zeit entstanden am südwestlichen Rand des Platzes Eigentums- und Sozialwohnungen sowie eine kleine offene Markthalle, die zur Unterbringung von Marktständen gedacht war. Des Weiteren wurde 1984 ein Brunnen erbaut. Auf der unbebauten Platzfläche entstand durch Bepflanzung eine kleine Parkanlage.
Ende der 1980er-Jahre bekundete der Kosmetikhersteller L’Oréal Interesse, seine deutsche Hauptverwaltung an den Kronenplatz zu verlegen. Die Firma erklärte, dass der bisherige Standort in Karlsruhe ganz aufgegeben werde, falls die Pläne nicht verwirklicht werden könnten. Daraufhin gründete sich ein Verein, der sich für den Erhalt des Kronenplatzes als Freifläche einsetzte. Es fand ein Bürgerbegehren und infolgedessen 1988 ein Bürgerentscheid statt, welcher jedoch scheiterte.
Da die Stadt den Verlust zahlreicher Arbeitsplätze fürchtete, einigte man sich 1989 auf die Durchführung eines Architektenwettbewerbs zur Bebauung. Der erstplatzierte Vorschlag sah vor, über dem Kronenplatz ein Glasdach anzubringen. Schließlich entschied man sich jedoch für den Entwurf des zweiten Preisträgers, welcher unter anderem eine Ladenpassage im nördlichen Teil enthielt. Mit dem Beschluss der Stadt wurde das Grundstück an L’Oréal verkauft.
1990 rückte L’Oréal allerdings von seinen Plänen ab und verlegte den geplanten Standort stattdessen nach Düsseldorf. Die Vereinte Versicherung übernahm daraufhin die Rolle des Investors und verfolgte die bisherigen Entwürfe weiter. Ab 1991 wurden die Bauarbeiten durchgeführt und 1994 fertiggestellt. Zunächst wurde eine zweistöckige Tiefgarage unterhalb des Platzes realisiert. Anschließend entstand der um einen Innenhof gruppierte und zur Kaiserstraße auf Stahlträgern geöffnete Gebäudekomplex.

## Narrenbrunnen und Wasserspiel

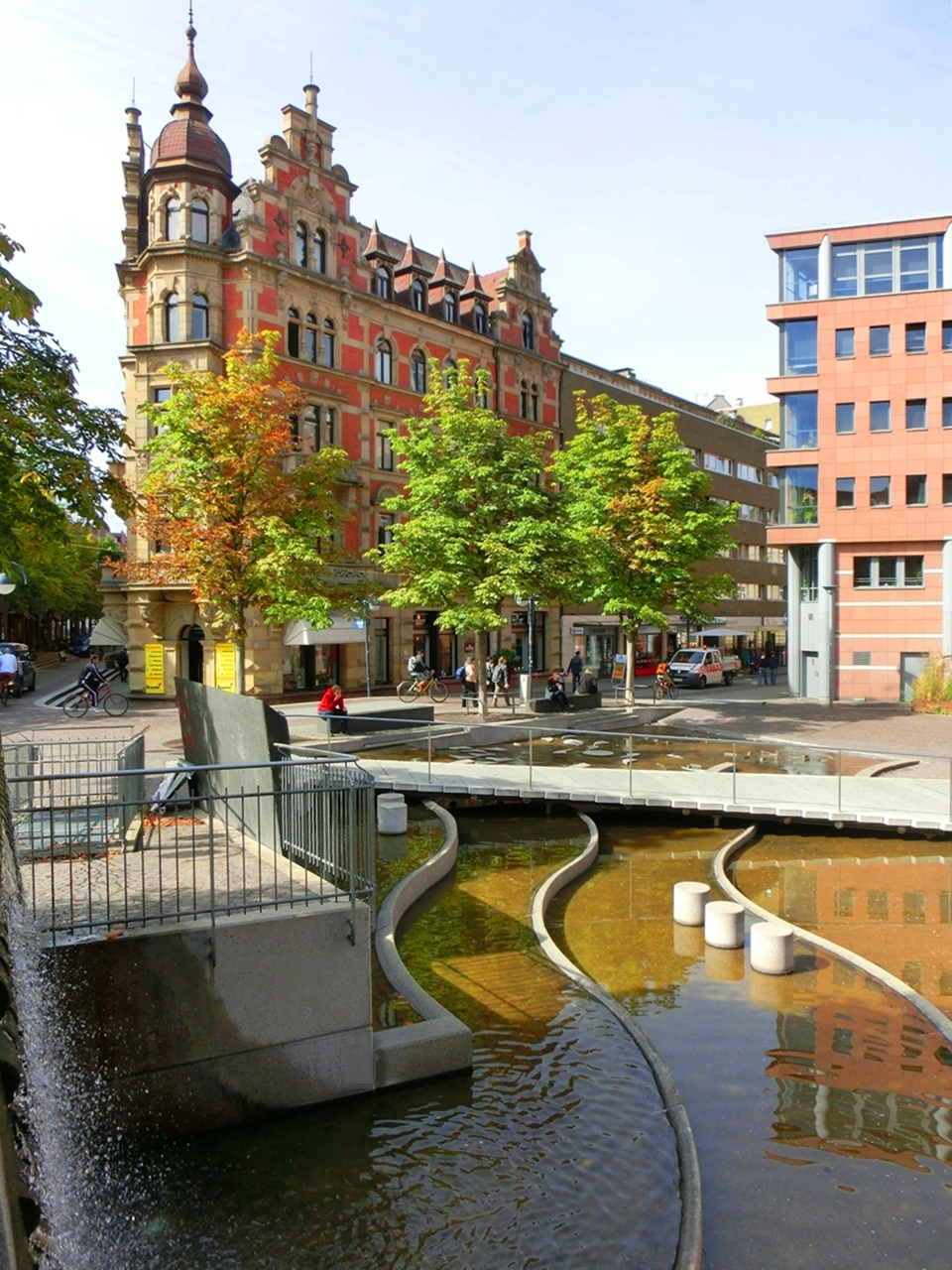
Wasserspiel und Hohenzollernhaus

Der 1984 erbaute Brunnen wurde 1997 als sogenannter Narrenbrunnen erneuert. Auf dem Brunnen sitzt eine Harlekinstatue, die von Markus Lüpertz entworfen wurde. Des Weiteren finden sich am Brunnenrand Kacheln mit dem Stadtwappen sowie Logos zahlreicher Karlsruher Fastnachtsvereinen. Der Narrenbrunnen steht unter Denkmalschutz.
2002 wurde der Platz umgebaut und im Zuge dessen ein großflächiges, zum Teil begehbares Wasserspiel am Übergang der verschiedenen Höhenniveaus realisiert. Bereits in den Plänen von 1989 war ein solches Wasserspiel angedacht gewesen, um die Trennwirkung der Rampe zu kaschieren.

## Verkehr
| U-Bahnhof                    | Straßenbahnhaltestelle |
| ---------------------------- | ---------------------- |
| 1 2 S 2 S 4 S 5 S 51 S 7 S 8 | 3                      |

### U-Bahnhof
Der U-Bahnhof Kronenplatz liegt nördlich des Kronenplatzes unterhalb der Kaiserstraße im Ost-West-Tunnel. Die beiden Gleise 3–4 liegen jeweils an einem Seitenbahnsteig. Es verkehren mehrere Linien der Stadtbahn und der Straßenbahn. Der unterirdische Bahnhof wurde im Rahmen der Kombilösung ab 2012 erbaut und im Dezember 2021 eröffnet.

### Straßenbahnhaltestelle
In der Fritz-Erler-Straße, östlich des Kronenplatzes liegt eine Straßenbahnhaltestelle mit den Gleisen 1–2. Hier verkehrt die Linie 3 der Straßenbahn. Der Zugang zu den Bahnsteigen ist über die Straße oder über eine Brücke über den Gleisen möglich.